# UFC 224
UFC 224: Nunes vs. Pennington fue un evento de artes marciales mixtas celebrado por Ultimate Fighting Championship el 12 de mayo de 2018 en el Jeunesse Arena en Río de Janeiro, Brasil.

## Historia
El UFC tenía inicialmente como objetivo una pelea por el Campeonato de Peso Paja de Mujeres de UFC entre la actual campeona Cris Cyborg y la actual campeona de peso gallo de la UFC, Amanda Nunes, que se llevaría a cabo en este evento como evento estelar. [2] Sin embargo, Cyborg estaba programada para una defensa del título en UFC 222 en marzo y los planes fueron desechados. A su vez, se anunció el 23 de febrero que Raquel Pennington enfrentaría a Nunes por el título.
El evento coestelar contó con el combate de peso mediano entre Kelvin Gastelum y el brasileño Ronaldo Souza.
Para este evento, se rumoreó un combate entre los ex contendientes al Campeonato de Peso Semipesado de UFC entre Volkan Oezdemir y el brasileño Glover Teixeira. Sin embargo, Oezdemir fue descartado para este combate por enfrentar a Maurício Rua la semana siguiente en UFC Fight Night 129.

## Resultados
1. ↑  Por el Campeonato de Peso Gallo Femenino de UFC.

## Premios extra
Cada peleador recibió un bono de $50,000.
- Pelea de la Noche: Kelvin Gastelum vs. Ronaldo Souza
- Actuación de la Noche: Lyoto Machida y Oleksiy Oliynyk